# 雪谷纜車
雪谷纜車是台灣臺中市政府規劃的架空索道之一，為連結谷關風景特定區至大雪山國家森林遊樂區的高山纜車，原為臺中縣政府規劃的「谷關高山纜車」。將採BOT模式發包，路線長5.7公里，投資額約新臺幣27億元。
2015年，林務局以地質安全、生態保育為由，宣布纜車規劃不符合《森林法》規定，「不同意作為纜車用地」；此案形同廢止，成為未成線。

## 時程
- 2009年，臺中縣政府為吸引觀光客到臺中縣旅遊，規劃興建谷關至大雪山高山纜車，委外進行可行性評估，該案擬採用政府興建再移轉民營的OT模式經營，規劃三年內完工。規劃纜車路線有兩路線，一是從谷關至大雪山森林遊樂區鞍馬山，為吸引廠商投資，盼遊樂區內開放設置旅館或飯店。但受阿里山森林遊樂區開放旅館BOT案遭監察院糾正後影響，立法院要求停止所有森林遊樂區的旅館BOT案。二是從谷關郵局附近一直到大雪山森林遊樂區的收費亭，全長8.8公里，高度從600公尺升到1800公尺，沿路經過國有林班地，布滿原始風林生態，林相變化很大，還有大甲溪從上游高山深谷到下游平野曲流，深具觀光價值。規劃的纜車是8人座，所需車廂數109台，單程行駛時間約20分鐘。

- 2011年，臺中市政府經長期規劃出雪谷纜車（將以高山纜車模式營運）與新大纜車，兩條纜車都已進入路線規劃、地質探勘、站區開發以及細部整合規劃的階段，希望能2014年招商，預計2017年完工啟用，總投資金額預估為新台幣52億元。

- 2014年3月8日，臺中市政府觀光旅遊局召開「雪谷線空中纜車興建計畫公開說明會」，纜車包飯店預估26.5億元，以BOT推雪谷線空中纜車興建計畫；全案委託亞新工程顧問有限公司進行規劃（顧問公司），內容包括在谷關到大雪山遊客服務中心間，以複線循環式纜車通行，興建塔柱、車站及相關工程。另外附屬事業飯店用地（國軍崑崙山莊），以地易地方式取得合法用地；依據交通部《空中纜車興建營運注意事項》，主管機關為臺中市政府，故環評將由臺中市政府環保局進行環評。[3][4]10月22日，臺中市議會審查通過市府訂定的《臺中市空中纜車系統興建營運管理辦法》[5]。

## 簡介[6]
主要事業以纜車系統（含谷關站、波津加站以及大雪山站3處場站及纜車路廊）為主，路線全長約5,790.3公尺，3處場站及纜車系統中心線左右各7.5公尺路廊範圍。附屬事業包括，餐飲商店設施、停車場、110間客房的飯店。計畫特許年限，興建期加上營運期合計34年，本業及附屬事業之特許年限相同，附屬事業不得早於本業開始營運。
谷關至大雪山纜車系統，車廂載客數為12-16人座，每小時單向設計容量960人次，每天營運7小時、每年預估營運335天。

## 爭議
由台灣生態學會、台灣黑熊保育協會、台灣省野鳥學會、荒野保護協會台中分會等民間團體所發起的反對雪谷纜車遊行中指出，除了涉及水土保持、國土安全以外，該地區也是台灣黑熊的棲息地。除了黑熊以外，雪谷開發案所經過的大雪山森林也有許多台灣特有的生物棲息於此。台灣省野鳥協會理事長蕭雲傑指出，根據歷屆賞鳥活動賽事統計，包括瀕臨絕種的帝雉、藍腹鷳都曾出現。
台中市政府在2014年7月13日回應將以最謹慎的態度辦理環境影響評估作業，絕對會以環境保護及安全為第一優先考量，且纜車是點狀開發行為並非直線開發，興建過程採用直昇機吊掛方式，目前也計劃於谷關興建汙水處理設施，並納入第5期污水下道系統建設計畫。

## 路線
| 車站名稱 |            | 所在地        | 交會路線 |
| -------- | ---------- | ------------- | -------- |
| 雪谷纜車 |            |               |          |
| 谷關     | Guguan     | 臺中市 和平區 |          |
| 波津加   | Bojinjia   | 臺中市 和平區 |          |
| 大雪山   | Dasyueshan | 臺中市 和平區 |          |